# جوئل گولداسمیت
جوئل گولداسمیت (انگلیسی: Joel Goldsmith؛ ۱۹ نوامبر ۱۹۵۷ – ۲۹ آوریل ۲۰۱۲) یک موسیقی‌دان اهل ایالات متحده آمریکا بود.
از فیلم‌ها یا مجموعه‌های تلویزیونی که وی در آن‌ها نقش داشته است، می‌توان به هلن تروآ اشاره نمود.